# کنراد شوایسکی
کُنراد شوایسکی (لهستانی: Konrad Szołajski؛ زادهٔ ۲۵ مهٔ ۱۹۵۶) یک  کارگردان فیلم، و تهیه‌کننده فیلم اهل لهستان است.
از فیلم‌ها یا مجموعه‌های تلویزیونی که وی در آن‌ها نقش داشته‌است می‌توان به «عملیات: بز» (۱۹۹۹) اشاره نمود.